# Leptotarsus tijucanus
Leptotarsus tijucanus är en tvåvingeart som först beskrevs av Alexander 1943.  Leptotarsus tijucanus ingår i släktet Leptotarsus och familjen storharkrankar. Inga underarter finns listade i Catalogue of Life.